# Варзи-Омга
Варзи́-Омга́ (тат. Барҗы-Омга) — село в составе Кичкетанского сельского поселения, в Агрызском районе Республики Татарстан.

## Этимология
Название деревни происходит от названия речки Варзи и удмуртского рода (воршудно-родовой группы) Омга.

## География
Расположено на реке Варзи невдалеке от границы с Алнашским районом Удмуртии, в 74 км к югу от районного центра города Агрыз, в 270 км к востоку от Казани. В 6 км к югу от села расположено Нижнекамское водохранилище, в 6 км по автодорогам к северо-востоку — центр сельсовета, село Кичкетан.
Постановлением Кабинета Министров Республики Татарстан входит в перечень населённых пунктов, находящихся в отдалённых или труднодоступных местностях Республики Татарстан.

## История
Имеются сведения, что в 1627 году жители Варзи-Омги получили жалованную оброчную грамоту на пашенные земли и сенные покосы по рекам Усо (приток Варзи) и Иж, а в 1629 году удмурты этой деревни получили грамоту на владение землей «меж двумя речками Варзями», и основана эта деревня была удмуртами, переселившимися в основном из деревни Дым-Дым-Омга.
Есть сведения, что в 1667 году всю деревню с «дворами» у удмуртов выкупили каринские татары.
По II ревизии 1744—1748 годов деревня делилась на две части — одна со 104 ревизскими душами входила в Тойкину сотню Абдулову Арской дороги Казанского уезда Казанской провинции Казанской губернии, другая с 58 ревизскими душами входила в Бакейкову сотню Смаилову той же дороги. В деревне проживали государственные ясачные татары.
Проживало также некоторое количество башкир-собственников.
В «Списке населенных мест Российской империи», изданном в 1876 году, населённый пункт упомянут как казённая деревня Варзи-Омга 2-го стана Елабужского уезда Вятской губернии, при речке Варзе, расположенная в 62 верстах от уездного города Елабуга. В деревне насчитывалось 87 дворов и проживало 555 человек (284 мужчины и 271 женщина), имелись мечеть и мельница.
В 1887 году в деревне Варзи-Омга Варзи-Омгинского сельского общества Асановской волости проживало 725 государственных крестьян из татар (383 мужчины, 342 женщины) в 140 дворах. Земельный надел составлял 2320,4 десятины (773,7 десятин пашни, 1129,9 десятин подушного леса и 266,7 — лесного надела, 57,8 — сенокоса, 40,3 — выгона, 23,8 — усадьбы и 28,2 десятины неудобной земли), у жителей имелось 179 лошадей, 109 коров и 297 единиц мелкого скота (овец, свиней и коз). 211 человек занимались местными промыслами (из них 91 — продажей дров). Было 23 грамотных и 42 учащихся. Имелись водяная мельница, мечеть и татарское училище.
По переписи 1897 года здесь проживало 714 человек (381 мужчина, 333 женщины), все магометане.
В 1905 году в деревне Варзиятчинской волости (с 1895 года) проживал 781 человек (425 мужчин, 356 женщин) в 124 дворах.
С 10 августа 1930 года — в Красноборском (в 1948 году — центр Варзи-Омгинского сельсовета), с 28 октября 1960 года — в Агрызском районе (с 1 февраля 1963 года по 4 марта 1964 года — в Елабужском сельском районе).

## Население
| Население села по годам |      |      |      |      |      |      |      |      |      |      |      |      |      |
| 1859                    | 1887 | 1897 | 1905 | 1920 | 1926 | 1938 | 1949 | 1958 | 1970 | 1989 | 2002 | 2010 | 2015 |
| 555                     | 725  | 714  | 781  | 1055 | 1052 | 886  | 720  | 576  | 470  | 254  | 183  | 166  | 117  |

Национальный состав
Согласно результатам переписи 2002 года, в национальной структуре населения татары составляли 99 %.

## Инфраструктура
Действуют сельский клуб (новое здание открылось в 2016 году), фельдшерско-акушерский пункт, магазин. Имеются пасека, склады сельхозпродукции, к югу от села находится кладбище. В 2008 году здесь закрылись библиотека и начальная школа. В селе шесть улиц.

## Религия
В 1997 году была открыта мечеть «Мухамматхарис».